# Ladislav Szkladányi
Ladislav Szkladányi [ladislau skladáni] (11. srpna 1951 – 10. září 2018) byl slovenský fotbalový útočník.

## Fotbalová kariéra
V československé lize hrál za AC Nitra. Nastoupil ve 14 ligových utkáních a dal 2 ligové góly.

## Ligová bilance
| Ročník                                   | Zápasy | Góly | Klub     |
| ---------------------------------------- | ------ | ---- | -------- |
| 1. československá fotbalová liga 1973/74 | 12     | 2    | AC Nitra |
| 1. československá fotbalová liga 1974/75 | 2      | 0    | AC Nitra |
| CELKEM                                   | 14     | 2    |          |